# 弥助
弥助（やすけ、生没年不詳）は、安土桃山時代の日本に渡来した黒人男性。宣教師から織田信長へと進呈され、信長が死去するまでの約15か月間、彼に仕えた。名は弥介（彌介）とも書かれる。

## 生涯

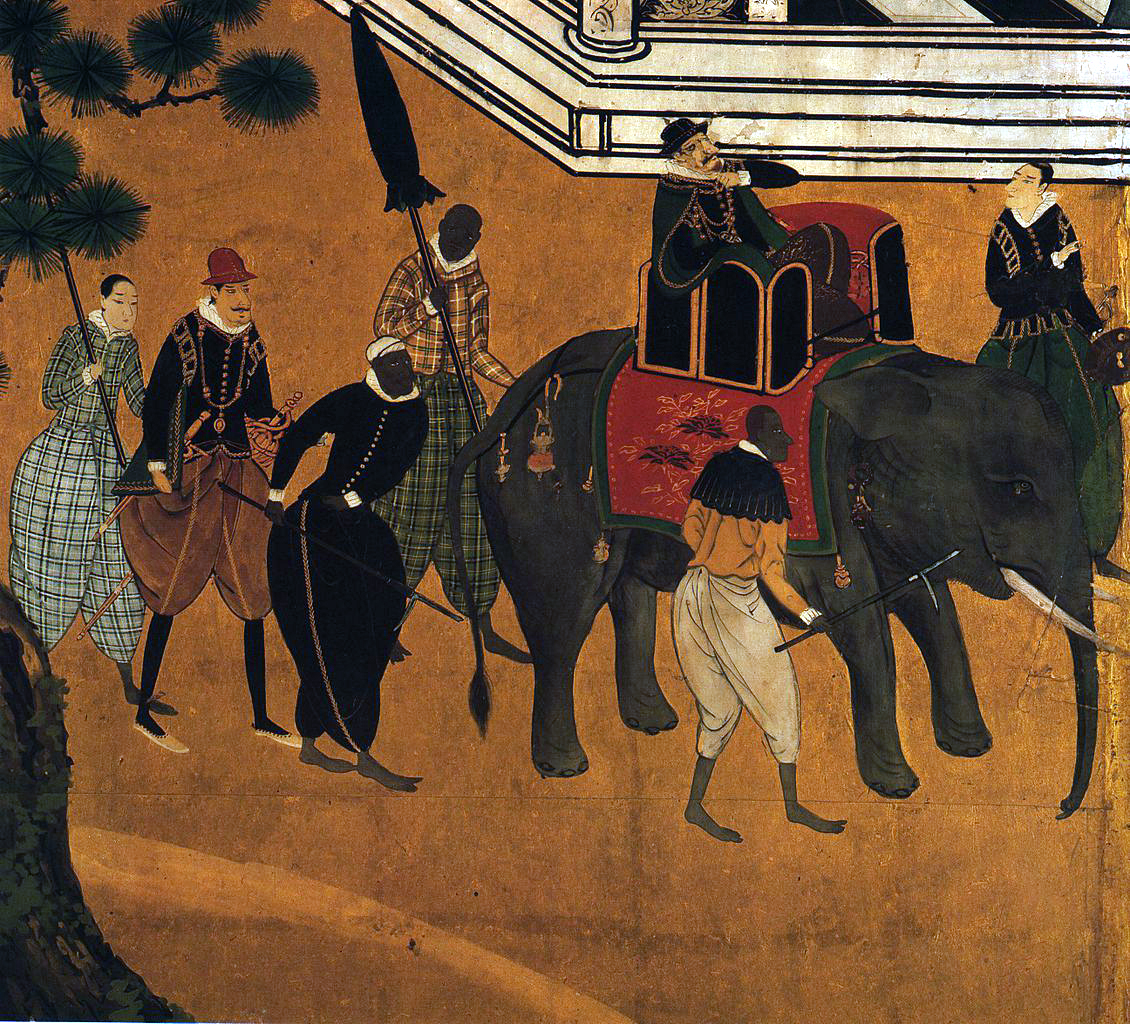
『南蛮屏風』（狩野内膳画）。黒人の従者と象使いが描かれている。

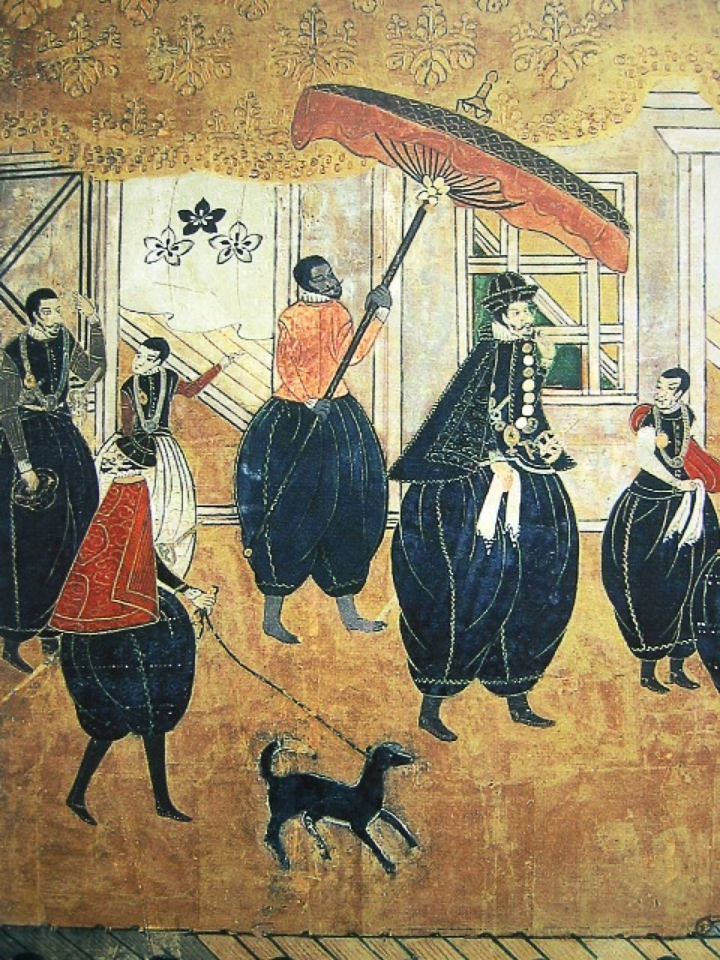
日本に到来したイエズス会宣教師たち。彼らに付き従う黒人の従者が描かれている。

### 生い立ち
弥助はモザンビークの出身で、イエズス会のイタリア人巡察師アレッサンドロ・ヴァリニャーノが来日する際にインドから連れてきたという。
ヴァリニャーノは1574年3月にポルトガルを出発し、7月にモザンビークへ、その後9月にインドのゴアに到着した。1577年9月までインドで巡察を行った後、マラッカやマカオに滞在し、1579年7月に日本へと出発する。
戦国時代には、ポルトガルやスペインなどヨーロッパの船が日本を訪れるようになっており、アフリカ出身の人々も、従者または奴隷として連れてこられていた。1546年に日本に来航したポルトガル人船長ジョルジ・アルヴァレスは、船員もしくは下僕として黒人を連れていたとみられ、1548年11月付のフランシスコ・ザビエル宛ての報告で、日本人は黒人を見ることを喜び、100キロメートル近く離れた場所からも見にくると記している。この後、日本側の記録に黒人が登場するのは、1581年（天正9年）の『信長公記』における弥助の記述が最初となる。

### 来日後の弥助
1579年7月25日（天正7年7月2日）に島原半島南端の口ノ津に到着したヴァリニャーノは、その後、豊後国に移り、1581年3月8日（天正9年2月4日）、畿内に向け出発した。豊後を出たヴァリニャーノに同行したのは、ルイス・フロイスやロレンソ・メシア（メシヤ）ら4人の司祭と3人の修道士、そして黒人で、これが弥助とされる。
ヴァリニャーノたちは1581年3月17日（天正9年2月13日）に堺に到着し、その2日後に堺を出ようとしたが、その際、非常に背の高いヴァリニャーノと黒人の弥助を見るために、群衆が待ち受けていた。これにより、ヴァリニャーノたちが狭い場所を通る際、道端の店が荒らされることになったという。
1581年3月26日（天正9年2月22日）、ヴァリニャーノ一行が織田信長との謁見のため京都に入ると、黒人の噂はたちまち広まって群衆が南蛮寺へと殺到し、投石のため負傷者が出て、死者も出そうになった。その噂を聞いた信長の招きを受けて、3月27日（和暦2月23日）、都の教区長であるオルガンティーノが弥助を連れて、信長の滞在する本能寺に赴いた。
その時の様子が『信長公記』巻十四に記されている。そこには「二月廿三日、きりしたん国より黒坊主参り候。年の齢廿六、七と見えたり。惣の身の黒き事、牛の如し。彼の男、健やかに、器量なり。しかも、強力十の人に勝たり」とある。ルイス・フロイスやロレンソ・メシアの書簡によると、信長はその肌が墨を塗ったものでなく自然のものであると信じずに、帯から上の着物を脱がせたという。さらに信長が体を洗わせたところ、白くなるどころか一層黒くなったとされる。
メシアによると、弥助は日本語を多少話すことができた。また、力が強く、少しの芸ができたため、信長は喜んで庇護し、弥助に人を付けて市内を巡らせたという。弥助の姿を見た者の中には、信長は弥助を「殿（Tono）」にするだろうと言う者もいたとされる。また、『信長公記』尊経閣十五冊本には、この「黒坊」が「弥助」と号したことや、扶持や「さや巻之のし付」ならびに私宅を与えられ、時には「御道具」などを持たせられたとの記述がある。
1581年5月14日（天正9年4月12日）、ルイス・フロイスが修道士や信者、黒人と共に越前国の北庄に赴いた。藤田みどりは、京都に来た黒人は弥助が初めてだったとの記録があることなどから、この黒人を弥助としている。越前に向かう途中の長浜では、黒人だけでなく白人が来たのも初めてだったため大きな騒ぎとなり、宿舎とされた家にフロイスらが入ると、黒人を見ようとした群衆がその戸を破って入ってくるということが3、4度起きたという。その後、北庄に滞在したフロイスら一行は5月30日（和暦4月28日）に京都に戻った。
次に弥助の記述が現れるのは、徳川家康の家臣・松平主殿助の著した『家忠日記』天正10年4月19日（1582年5月11日）条においてである。甲州征伐からの帰途、織田信長が徳川家康の支配地を訪れた時の記録で、そこには「上様御ふち候大うす進上申候、くろ男御つれ候、身ハすみノコトク、タケハ六尺二分、名ハ弥介ト云」と記されている。

### 本能寺の変
天正10年6月2日（1582年6月21日）、京都本能寺に滞在する織田信長を明智光秀の軍勢が襲う本能寺の変が起きた。変の際の弥助について、信長の死後、その嫡男である信忠のもとへと駆け付け、そこで戦った末、明智方に降伏したとされている。『イエズス会日本年報』には、「ビジタドール（巡察師）が信長に贈った黒奴が、信長の死後世子の邸に赴き、相当長い間戦ってゐたところ、明智の家臣が彼に近づいて、恐るることなくその刀を差出せと言ったのでこれを渡した」とある。また、家臣に弥助をどう処分すべきか聞かれた光秀は、「黒奴は動物で何も知らず、また日本人でもない故、これを殺さず」として、「インドのパードレの聖堂に置け」と命じたという。
その後の弥助の消息については一切不明である。

### 弥助以後
その後の文献にも黒人の描写はあり、弥助の記録が途絶えた後にも黒人が来日していた様子がうかがえる。
1584年（天正12年）、島原において有馬晴信と龍造寺隆信の戦いが起きた（沖田畷の戦い）。フロイスの『日本史』や『イエズス会日本年報』所収の報告書によると、その戦いの際、有馬方に大砲があったものの、それを扱える者がいなかった。そのため、その場に居合わせたアフリカ黒人が砲弾を装填し、インドのマラバル人が点火を行い発射したという。
1593年（文禄2年）、肥前名護屋にて豊臣秀吉がポルトガル人総司令官（カピタン・モール）のガスパル・ピント・ダ・ロシャを引見した。カピタンは「金色の槍を携えたカフル人を護衛として」連れており、太鼓と笛を持った赤い衣装の黒人たちは秀吉の望みにより踊りを披露した。秀吉は彼ら一人一人に、自らの手で褒美として白い帷子を与えている（『日本史』）。

## 登場作品
弥助が主人公として描かれている作品は★印。弥助をオマージュした主人公は☆印。
小説等
- 『くろ助』（岩崎書店、1968年）[59]★ - 来栖良夫による児童文学作品[59]。初出は1961年の『日本児童文学』7巻3号[60]。1969年に日本児童文学者協会賞を受賞した[59]。
- 『黒ん坊』（毎日新聞社、1971年）[61]★ - 遠藤周作による娯楽小説[62]。初出は『サンデー毎日』1970年6月21日号から1971年3月28日号[61]。
- 『結城秀康』（PHP研究所、1998年） ‐ 大島昌宏による小説。本能寺の変を生き延び、主人公結城秀康の側近として仕え、日本語を習得している。
- 『桃山ビート・トライブ』（集英社、2008年） ‐ 天野純希による小説。主要人物の一人として描かれている。本能寺の変を生き延び、その後はアフリカ帰郷のための資金稼ぎに港で働いていたが、詐欺同然の低賃金で働かされていたことを知り脱走。主人公らの一座に太鼓叩きとして加わることになる。
- 『王になろうとした男』（文藝春秋、2013年7月） - 伊東潤による表題となった短編小説。

漫画
- 『へうげもの』（モーニング、2005年 - 2017年） ‐ 山田芳裕による漫画。信長殺害の真犯人を目撃した者として描かれ、羽柴秀吉に幽閉される。その後、古田織部の口利きにより許される。2011年放映のアニメ版の声：黒田崇矢。
- 『信長協奏曲』（ゲッサン、2009年-） ‐ 石井あゆみによる漫画。主人公のサブロー（織田信長）と同じく平成の世の埼玉県からタイムスリップしてきたアフリカ系アメリカ人のプロ野球選手のヤング。アニメ版の声：山寺宏一。
- 『サイボーグ009 おわりノブナガ編』（クラブサンデーほか、2010年）★ - 新井淳也によるサイボーグ009まんが賞の漫画部門グランプリ受賞作。タイムスリップした005ことジェロニモが、信長に引き合わされ弥助として扱われる。なおジェロニモはインディアンであり、正確には黒人でないが、あえて弥助に当てはめたとのこと[63]。
- 『戦国八咫烏』（週刊少年サンデー、2010年 - 2012年） - 小林裕和による漫画。佐渡ヶ島に攻め入った外国勢力の奴隷兵として最前線に立っていた弥助が、羽柴藤吉の心意気に打たれて投降し、信長の部下となる。
- 『信長のシェフ』（週刊漫画TIMES、2011年 - 2024年） - 西村ミツル・梶川卓郎による漫画。宣教師の戦略を探ろうとする織田信長によって保護され、働き如何での身分や報酬を確約されて部下となる[64]。
- 『腕 -駿河城御前試合-』（コミック乱ツインズ 戦国武将列伝、2011年 - 2012年） - 小説『駿河城御前試合』を原作にした森秀樹による漫画。この中の第十話に登場する「仏法僧」と呼ばれる剣豪が、明言はされていないが弥助なのではないかと思われる表現がされている。
- 『YASUKE』（月刊! スピリッツ、2021年 - 2022年）★ - 奥西敏史による漫画。アニメーション『Yasuke -ヤスケ-』のコミカライズ[65]。

アニメ
- 『Yasuke -ヤスケ-』（2021年）★ - 日本のMAPPAが制作し、Netflixで配信されるアニメシリーズ[66]。弥助をモデルとしたヤスケが主人公の、ロボットやビーム、異能力が乱れ飛ぶSFファンタジー時代劇[67][68]。声：ラキース・スタンフィールド。日本語吹き替え：副島淳。

ドラマ
- 『信長 KING OF ZIPANGU』（1992年、NHK） - 田向正健脚本による大河ドラマ。「ソテロ」の名で登場。二条城の信忠に変の報告をするために寺を抜け出し、完全武装の鎧武者を素手で撲殺する。その後の消息は不明。演：リード・ジャクソン。
- 『秀吉』（1996年、NHK） - 堺屋太一原作、竹山洋脚本による大河ドラマ。ヤスケは信長とともに戦い、信長に先んじて明智軍の槍ぶすまで突き殺されている。演：サムエル・ポップ。
- 『軍師官兵衛』（2014年、NHK） - 前川洋一脚本による大河ドラマ。史料にある、信長に謁見して召し抱えられる状況が再現されている。演：ベルナール・アッカ。

ドキュメンタリー
- 「Black Samurai 〜信長に仕えたアフリカン侍・弥助〜」（2021年5月15日、NHK BSP）[69]

映画
- 『大帝の剣』（2007年、東映）‐ 夢枕獏原作、天沢彰脚本による映画。主人公の万源九郎はヤスケの孫という設定である。
- 『首』（2023年、北野武監督作品、KADOKAWA） - 演：副島淳。
- 『Yasuke』[70]（公開未定、ライオンズゲート→Picturestart）★ - 2017年3月、実話を元に弥助を描く映画『Black Samurai』の脚本家として、ライオンズゲートがグレゴリー・ワイデン（英語版）を起用したことが報じられた[71][72]。その後、製作を指揮していたエリック・フェイグ（英語版）がライオンズゲートから離脱[73]。『Black Samurai』のプロデューサーだった[71][72]マイケル・デ・ルカやスティーヴン・ルルーらと共に、自身のPicturestartで弥助を描く映画の製作を開始した[73]。脚本はダグ・ミロ[73]。2019年5月、チャドウィック・ボーズマンが弥助を演じることが発表されたが[73]、2020年8月にボーズマンは死去した[74]。Picturestart公式サイトでは「開発中（In Development）」となっており、監督および主演は「未定（TBD）」となっている（2024年時点）[70]。
- 『Yasuke』（公開未定、MGM[75]）★ - 2019年4月に製作が報じられた[75]。脚本はスチュアート・C・ポール[75]。製作はWhalerock Industriesのロイド・ブローン（英語版）とアンドリュー・ミットマン[75]。

ゲーム
- 『婆裟羅2』（2001年、ビスコ） - 織田信忠陣営の中ボスに「YASUKE」という名前で登場。台詞は英語である。
- 『信長の野望・創造』（2013年、コーエーテクモゲームス） - ダウンロードコンテンツとして配信された[76]。
- 『仁王』（2017年、コーエーテクモゲームス） ‐ メインミッション「佐和山のサムライ」ボスとして登場。織田信長を蘇らせようとエドワード・ケリーに協力する。
- 『戦国無双5』（2021年、コーエーテクモゲームス） ‐ 『5』から登場する新規プレイアブルキャラクターの一人。実直で忠誠心篤き青年として描かれている。声：パディ・ライアン。
- 『アサシン クリード シャドウズ』（2025年、ユービーアイソフト）★ - 主人公の一人。

舞台
- 舞台『刀剣乱舞』